# Atrobucca geniae
Atrobucca geniae es una especie de pez de la familia Sciaenidae en el orden de los Perciformes.

## Morfología
• Los machos pueden llegar alcanzar los 24,8 cm de longitud total.

## Hábitat
Es un pez de aguas profundas que vive entre 300-750 m de profundidad.

## Distribución geográfica
Se encuentra en el Golfo de Eilat (el Mar Rojo ).

## Observaciones
Es inofensivo para los humanos.